# Kallskålsskål

Kallskålskål- Hallwylska museet

Kallskålsskål eller Kallskål är en låg serveringsskål i tenn eller silver med två utsvängda handtag avslutade med en knopp eller volut, ibland med handtag istället.
Tennskålarna saknar oftast lock, medan silverkallskålarna ofta har tre kul- eller volutknoppar, alternativt en plan mittknopp, så att locket kan ställas på bordet. Kärltypen förekommer endast inom nordiskt kulturområde. Kallskålar i silver tillverkades omkring 1670-1740, medan kallskålarna i tenn tillverkades in på 1800-talet.
Funktionen är inte helt klar - i samtiden benämns de kallskålsskål eller kallskål, vilket borde betyda att de använts för att servera kallskål. Ibland kallas de dock kålskål, vilket på den tiden betydde soppskål. Vissa har dock antagit att den låga formen och locket på silverskålarna antyder att de kan ha använts för att servera varm mat, köttstuvning eller gröt. Ibland kallas kärltypen även grötskål.
Snarlika skålar har även tillverkats i keramik, glas och masur. Även mindre terriner har ibland benämnts kallskålar.